# Větrný mlýn (Kunkovice)
Větrný mlýn holandského typu se nachází v obci Kunkovice, okres Kroměříž. Byl zapsán do Ústředního seznamu kulturních památek ČR.

## Historie
Větrný mlýn stojí na kopci v nadmořské výšce 335 m jihozápadně od středu obce. Byl postaven v roce 1875. Po roce 1974 bylo vnitřní zařízení demontováno a převezeno do Technického muzea v Brně. V roce 1978 byla opravena střecha. V devadesátých letech byla stavba opravována. 

## Popis
Větrný mlýn je trojpodlažní válcová cihlová stavba na kruhovém půdorysu, zakončená kuželovou střechou krytou šindelem. Střechu vysokou 3,4 m tvoří osmnáctiboký jehlan. Mlýn je deset metrů vysoký s průměrem 8,4 m při patě a 8 m pod střechou. Do mlýna jsou prolomeny pravoúhlé vstupy. Ve mlýně byla dvě složení. Běhouny o průměru 0,74 m a 1,11 m s výškou 0,28 a 0,31 m měly různou obvodovou rychlost. Při plném výkonu dosahovaly až 3,72 m/s, respektive 7,2 m/s, což je 86 nebo 124 otáček za minutu. Průměr větrného kola byl 15 m.
| průměr [m] | výška [m] | průměr větrného kola [m] | zdroj       |
| ---------- | --------- | ------------------------ | ----------- |
| 8          | 10        | 15                       | [ 2 ] [ 3 ] |